# ATP Challenger Americana
Der ATP Challenger Americana (offiziell: Americana Challenger) war ein Tennisturnier, das 1991 einmal in Americana, Brasilien, stattfand. Es gehörte zur ATP Challenger Tour und wurde im Freien auf Hartplatz gespielt.

## Liste der Sieger

### Einzel
| Jahr | Sieger         | Finalgegner      | Ergebnis      |
| ---- | -------------- | ---------------- | ------------- |
| 1991 | Shūzō Matsuoka | Rodolphe Gilbert | 6:4, 4:6, 6:1 |

### Doppel
| Jahr | Sieger                           | Finalgegner               | Ergebnis |
| ---- | -------------------------------- | ------------------------- | -------- |
| 1991 | Alexandre Hocevar Marcos Hocevar | José Daher Fernando Roese | 7:6, 6:4 |